# Brande
Brande – miasto w Danii, w regionie Jutlandia Środkowa, w gminie Ikast-Brande.